# Apollinarij Petrovič Butenev
Apollinarij Petrovič Butenev (in russo Аполлинарий Петрович Бутенёв?; Gridenki, 16 luglio 1787 – Parigi, 18 aprile 1866) è stato un diplomatico russo.

## Biografia
Nato il 16 luglio 1787 nel villaggio di Gridenki (Starodubskij rajon) nella famiglia del proprietario terriero Pyotr Semyonovič Butenev (1751-1817) e di sua moglie Aleksandra Vasilievna (1762-1804), sorella del tenente generale Leonty Vasilyevič Spafariev.
Venne educato privatamente nella casa di un ricco vicino, il proprietario terriero Afanasy Nikolaevič Goncharov, il nonno della moglie del famoso poeta Aleksandr Sergeevič Puškin.
Dal 1802 visse stabilmente a San Pietroburgo nella casa del feldmaresciallo principe Nikolaj Ivanovič Saltykov, presso il quale era stato raccomandato dallo stesso Goncharov. Dal 1804 entrò nel servizio traduzioni del ministero degli esteri russo, divenendo poi segretario del viceministro degli affari esteri, il conte Aleksandr Nikolaevič Saltykov. Su richiesta di quest'ultimo, nel 1810, venne assegnato al dipartimento per l'Europa orientale e meridionale del ministero degli affari esteri russo. Nel 1812 venne inviato all'ufficio diplomatico del principe Bagration, dove rimase sino alla battaglia di Borodino.
Dal 1816 e sino al 1821 divenne segretario dell'ambasciata russa a Costantinopoli, ritornando poi in Russia per poi divenire a tutti gli effetti capomissione. Dal 1827 divenne consigliere di stato a pieno titolo. Nel 1828 diresse la segreteria da campo del conte Nesselrode nel corso della guerra russo-turca fino alla presa di Varna; nel 1829 accompagnò il conte a Varsavia per l'incoronazione di Nicola I di Russia.
Dal settembre del 1829 divenne chargée d'affaires a Costantinopoli (sostituendo il conte Aleksandr Ivanovič Ribaupierre); dalla fine del 1830 venne nominato ambasciatore e ministro plenipotenziario presso la Sublime porta. Nel 1831, durante l'insurrezione polacca, agì abilmente per arginare gli intenti dei diplomatici francesi; nel 1832 spinse il sultano turco a rivolgersi alla Russia per chiedere aiuto contro il pascià egiziano Mehmet Ali. Nel 1833 firmò il trattato Unkar-Iskelesi, che chiudeva i Dardanelli al passaggio delle navi straniere.
Il 7 aprile 1836 venne promosso consigliere privato dello zar. Nel 1840-1842 chiese un lungo congedo a causa della malattia di sua figlia. Nel 1842, tornò a Costantinopoli e nel 1843 venne destinato a Roma ove rimase sino al 1855, riuscendo a guadagnarsi la fiducia di papa Gregorio XVI e di papa Pio IX. Durante il periodo della Repubblica Romana del 1848-1849, seguì papa Pio IX a Gaeta. Nel 1847, insieme al conte Bludov, concluse un concordato tra la curia romana e la Russia zarista.
Alla fine della guerra di Crimea nel 1856, venne nominato membro del Consiglio di Stato ed inviato a Costantinopoli, dove riuscì a ripristinare con successo le relazioni tra Russia e Turchia. Nell'agosto del 1856 gli venne conferito l'incarico di consigliere privato ad interim.
A causa di un grave deterioramento della sua salute che lo portò alla perdita pressoché totale della vista e dell'udito, si portò all'estero per delle cure. Morì a Parigi il 18 aprile 1866 per un colpo apoplettico, e venne sepolto nel cimitero di Montmartre.
Butenev lasciò un libro di memorie in francese, la cui prima traduzione venne pubblicata nel 1881.

## Matrimoni e figli
In prime nozze il 26 agosto 1823 sposò Varvara Ivanovna Shevich (1802-9 aprile 1828), figlia del tenente generale Ivan Egorovič Ševič, comandante del reggimento ussari delle guardie della vita; nipote di Alexander von Benckendorff. Morì nell'aprile del 1828 di tisi e fu sepolta nell'Alexander Nevsky Lavra di San Pietroburgo. Da questo matrimonio nacquero i seguenti figli:
- Ivan Apollinarevic (1824-1838)
- Aleksandra Apollinarievna (1825-27 ottobre 1851), dama di corte, morta di tisi a Roma alla vigilia del suo matrimonio con il conte Pyotr Grigorievich Shuvalov; venne sepolta nel locale cimitero protestante.
- Maria Apollinarievna (19 gennaio 1828 -?)

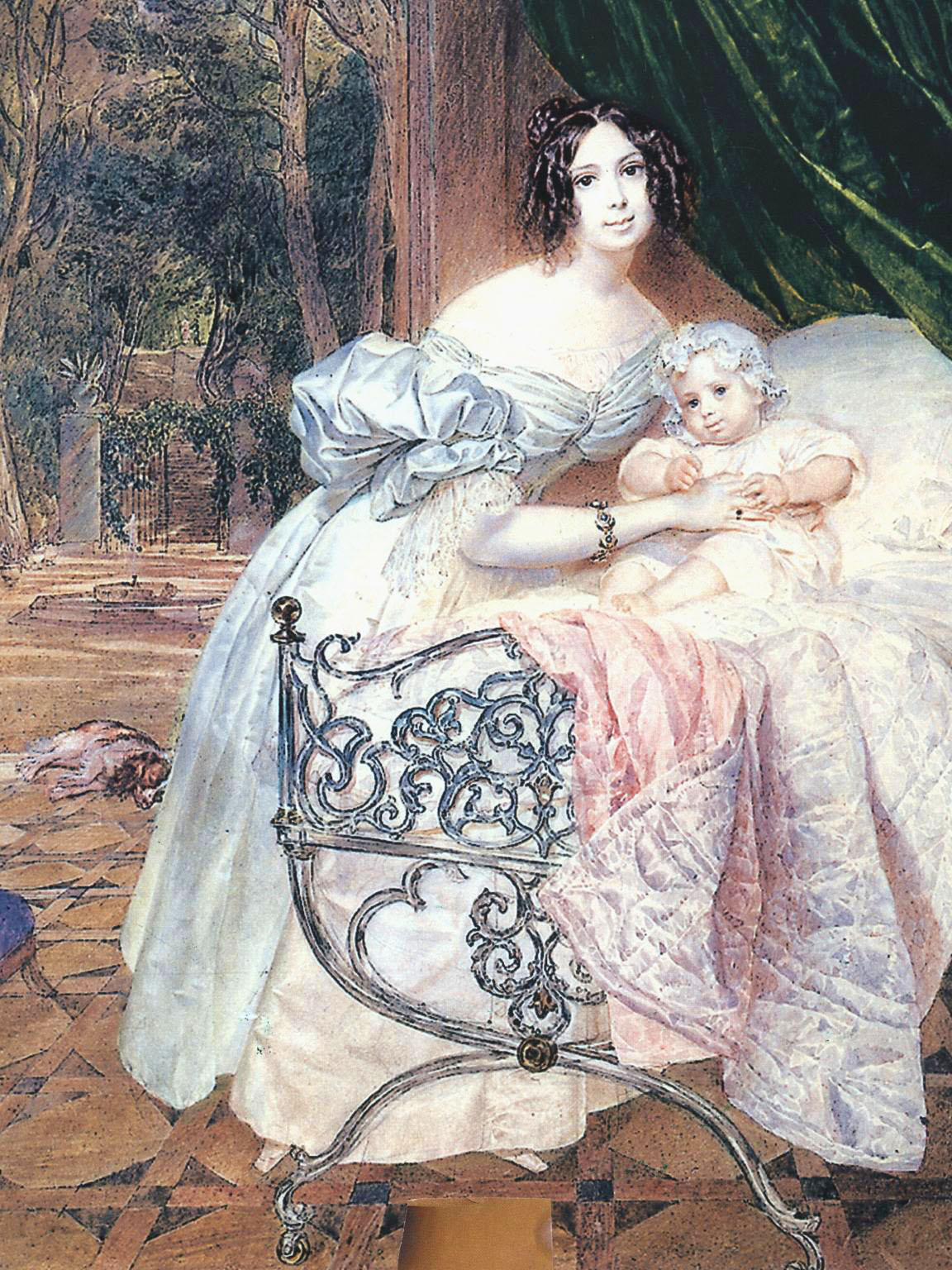
Maria Irineevna Khreptovich con la figlia in un dipinto del 1835

In seconde nozze sposò nel 1834 la contessa Maria Irineevna Khreptovich (1811-27 febbraio 1890), sorella dell'eminente diplomatico Mikhail Khreptovich. Morì improvvisamente di infarto nel febbraio 1890 a Roma. Fu sepolta nella tenuta di Beshenkovichi nella provincia di Vitebsk. Da questo matrimonio nacquero i seguenti figli:
- Maria Apollinarievna (1835-1906); sposò il principe Viktor Ivanovich Baryatinsky (1823-1904).
- Elena Apollinarievna (23 settembre 1838-1839), figlioccia della granduchessa Elena Pavlovna.
- Mikhail Apollinarevich (1844-1897), dal 1893 ottenne il titolo di conte Butenev-Khreptovich, ciambellano e ambasciatore in Baviera; non ebbe figli.
- Konstantin Apollinarevich (1848-1933), tenente comandante della marina militare russa, dal 1899 conte Khreptovich-Butenev; sposò Vera Vasilyevna Ilyina in prime nozze e la contessa Ekaterina Pavlovna Baranova in seconde nozze. Ebbe discendenza.